# Nowy Patok
Nowy Patok – wieś w Polsce położona w województwie lubelskim, w powiecie łukowskim, w gminie Krzywda.
W latach 1975–1998 miejscowość administracyjnie należała do województwa siedleckiego.
Wieś stanowi sołectwo w gminie Krzywda. Według Narodowego Spisu Powszechnego z roku 2011 wieś liczyła 114 mieszkańców.
Wierni Kościoła rzymskokatolickiego należą do parafii Matki Boskiej Częstochowskiej w Radoryżu Kościelnym.

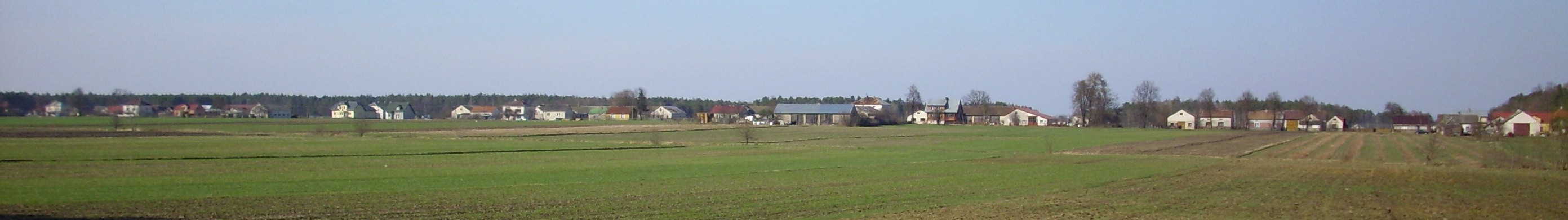